# Kritische Islamkonferenz
Die Kritische Islamkonferenz ist eine unregelmäßige Veranstaltung, die als kritische Gegenveranstaltung zur Deutschen Islamkonferenz konzipiert ist. Das erste Mal fand sie im Jahr 2008 in Köln statt. Organisiert wird das Treffen vom Zentralrat der Ex-Muslime und der Giordano-Bruno-Stiftung.

## Hintergrund
Nach dem Selbstverständnis der Veranstalter handelt es sich bei der zweiten Kritischen Islamkonferenz (2013) um  ein „alternatives Dialogforum“ zur Deutschen Islamkonferenz. Sie halten es für „verfehlt, die ‚Integration von Zuwanderern‘ durch die ‚Stärkung der religiösen Identität‘ verbessern“ zu wollen. Denn wer „das Individuum auf eine religiöse Gruppenidentität“ reduziere, behindere die „Emanzipation des Einzelnen“ und fördere die „Entwicklung von Parallelgesellschaften“. Im Unterschied dazu würden sie auf das „Leitbild der transkulturellen Gesellschaft“ setzen, in der „jeder Einzelne auf der Basis säkularer Grundwerte die Chance“ erhalte, sein Leben „autonom zu gestalten“, und in der „kulturelle Vielfalt tatsächlich als Bereicherung, statt als Bedrohung“ erlebt werden könne. An die Stelle der Integrationspolitik rücke somit eine „Emanzipationspolitik“, in deren Mitte „das Individuum“ stehe und nicht das „Konstrukt einer vermeintlich homogenen sozialen Gruppe“. Auf dieser Basis solle die Gesellschaft im Sinne der Menschenrechte weiterentwickelt werden.

## Geschichte

### 2008
2008 sprachen in Köln Mina Ahadi, Michael Schmidt-Salomon, Ralph Giordano, Hartmut Krauss, Philippe Witzmann, Stephan Grigat und Klaus Blees. Außerdem fanden Podiumsdiskussionen statt. Auf dem Podium waren unter anderem beteiligt: Maryam Namazie (ZdE Großbritannien), Ehsan Jami (ZdE Niederlande), Afsane Vahdat (ZdE Skandinavien), Shahnaz Moratab (ZdE Deutschland), Mina Ahadi, Fatma Bläser, Thomas Maul, Arzu Gazi, Assia Maria Harwazinski, Margalith Kleijwegt und Günter Wallraff. Das Motto der ersten Kritischen Islamkonferenz war „Aufklären statt verschleiern“.:6:02

### 2013
2013 fand die Kritische Islamkonferenz vom 11.–12. Mai im af Auditorium Friedrichstraße in Berlin statt. Als Redner traten auf: Hamed Abdel-Samad, Mina Ahadi, Lale Akgün,
Necla Kelek, Lukas Mihr, Michael Schmidt-Salomon, Arzu Toker und Ali Utlu. Am Abend zuvor, dem 10. Mai wurde im Kino in den Hackeschen Höfen der Film Der Iran-Job gezeigt. Laut Mitteilung der Veranstalter sollten bei der Konferenz 2013 im Unterschied zur Konferenz des Jahres 2008 auch liberale Muslime zu Wort kommen, da es, um die „offene Gesellschaft“ gegen die „doppelte Bedrohung von politischem Islam und chauvinistischer Fremdenfeindlichkeit“ zu schützen, eines  Bündnisses säkularer und liberal-religiöser Kräfte bedürfe. Zum Beispiel, Seyran Ateş stellte für das erste Mal ihre Vision einer liberalen Moschee vor. Das Motto war „Selbstbestimmung statt Gruppenzwang. Gegen Islamismus und Fremdenfeindlichkeit“.:8:00